# Économie de Djibouti
La stratégie actuelle du gouvernement djiboutien est de tirer profit de la bonne position géostratégique du pays avec son ouverture sur le détroit de Bab-el-Mandeb mais aussi des conflits armés qui opposent ses trois voisins, l'Éthiopie, l'Érythrée et la Somalie.
Depuis son indépendance, Djibouti abrite la plus importante base militaire française au monde avec près de 3 000 soldats, et depuis 2002 une importante base américaine (environ 1 800 soldats, dans le camp Lemonnier, ancien camp de la Légion étrangère) due au nouveau contexte international de lutte contre le terrorisme. Les baux de ces bases rapportent respectivement en 2007, 30 millions d'euros et 30 millions de dollars à la république de Djibouti. Ces devises sont investies dans de vastes projets portuaires.
Les trois quarts des Djiboutiens vivent avec moins de trois dollars par jour.

## Activités portuaires
Le port de Djibouti opère depuis 1892. Le port a connu un regain d'activité en 1998 lors de la guerre entre l'Éthiopie et l'Érythrée. Depuis l'indépendance de cette dernière, l'Éthiopie n'a plus de débouché maritime et utilisait le port érythréen d'Assab. Avec le déclenchement des hostilités, tout le trafic s'est reporté vers le port de Djibouti, le trafic éthiopien assure encore aujourd'hui 80 % de l'activité du port. La croissance du port de Djibouti a aussi été permise par d'importants investissements provenant des Émirats arabes unis, Dubai Ports World (DPW), troisième opérateur portuaire mondial, a obtenu la gestion du port depuis 2000.
Djibouti a entrepris la construction d'un second port. Le port de Doralé, plus perfectionné, permettra d'effectuer des opérations plus complexes et s'accompagnera d'une zone franche de 20 hectares, pour un investissement de 400 millions de dollars US. Avec l'élaboration de la zone franche, le pays espère attirer des investisseurs étrangers. En 2003, après l'installation de la base américaine, DPW y a construit un grand terminal pétrolier pour 153 millions de dollars qui est entré en service en 2006. Un terminal à  conteneurs doit ouvrir à la fin 2008 pour un coût de 427 millions de dollars avec l'aide de DPW. C'est sur cette zone franche de Doralé que l'USAID stocke ses aides alimentaires d'urgence pour l'Afrique.
En 2007, le volume de marchandise traité par le port de Djibouti a été de 7,4 millions de tonnes, 36 % de plus qu'en 2006. Le gouvernement djiboutien cherche à en faire la plaque tournante pour les dix-neuf pays du marché commun de l'Afrique orientale et australe (COMESA) et compte pour cela sur la construction d'une voie ferrée entre Addis-Abeba, en Éthiopie, et le nord du Kenya qui permettrait alors de relier par chemin de fer Djibouti jusqu'au Mozambique.

## Autres ressources
La route transafricaine 6 N'Djamena-Djibouti passe par Djibouti. Le tourisme est rare et plutôt confidentiel à Djibouti. Le gouvernement Djiboutien recherche cependant à développer le tourisme, pour obtenir des devises, et développer l'économie, mais vu que le pays est désertique, pratiquement toutes les marchandises et biens de consommations sont importés, ce qui rend le coût de la vie très chère dans le pays. De plus, il faudrait développer les infrastructures touristiques. Les fortes chaleurs, observées dès le mois de Mars, ou les températures dépassent les 35 degrés, et qui dépassent les 40 degrés en été, dissuadent aussi les visiteurs. Le pays est aussi proche de pays en conflits, comme la guerre civile qui sévit en Somalie, même si le Somaliland,qui est plutôt en paix, état non reconnu par l'ONU est directement frontalier avec Djibouti. La république de Djibouti est aussi frontalière de l'érythrée, pays fermé, et instable, et proche du Tigré, province éthiopienne très instable, ou un long conflit est en court avec le pouvoir central du régime éthiopien, à Addis-Abeba. La République de Djibouti à aussi des liens très importants (surtout économiques) avec le Yémen, qui est aussi un pays en guerre depuis le milieu des années 2010, face à une coalition de pays Arabes (dont Arabie Saoudite).

## Partenaires financiers
Le développement de ces activités économiques est confronté pour l'instant à un manque de sources d'énergie dans le pays cependant en cours d'amélioration à l'orée des années 2020.
Le principal partenaire commercial de Djibouti reste la France mais comme pour le reste de l'Afrique, la Chine s'intéresse au pays. En avril 2008 le président Guelleh a ainsi annoncé le projet d'investisseurs chinois de louer l'île Moucha, à une quinzaine de kilomètres au large du port de Djibouti, pour y construire un casino et un hôtel de luxe. Le tourisme reste encore peu développé dans le pays.